# 가슴안
가슴안(thoracic cavity, pleural cavity) 또는 흉강(胸腔)은 가슴벽(가슴우리와 겉의 피부, 근육, 근막)에 의해 보호되는 척추동물 신체의 체강이다. 가슴안의 중간에는 가슴세로칸이 존재한다. 가슴안에는 위가슴문과 아래가슴문, 두 개의 구멍이 있다.
가슴안에는 등, 척추, 목의 부상으로 인해 손상될 수 있는 심혈관계와 힘줄이 들어 있다.

## 구조
가슴안에 들어 있는 구조물은 다음과 같다.
- 심장과 대혈관을 포함한 심혈관계의 구조. 가슴 대동맥, 폐동맥과 그 모든 가지, 위대정맥과 아래대정맥, 폐정맥, 홀정맥 등이 있다.
- 가로막, 기관, 기관지, 폐 등의 호흡계 구조.[2]
- 식도를 포함하는 일부 소화계 구조.
- 가슴샘을 포함하는 일부 내분비샘.
- 한 쌍의 미주신경과 한 쌍의 교감신경줄기를 포함하는 신경계 구조.
- 가슴림프관 등의 림프계 구조.

또한 가슴안에는 중피가 늘어서 있는 세 개의 잠재적 공간이 있다. 이는 한 쌍의 가슴막안과 심장막안이다. 가슴세로칸은 양쪽 폐 사이의 가슴 중앙에 있는 기관으로 구성되는 공간이다. 또한 가슴안의 위아래 양쪽에는 위가슴문과 위가슴문보다 훨씬 큰 아래가슴문이 각각 존재한다.

## 임상적 중요성
총상이나 칼로 인한 상처와 같이 가슴막안이 바깥쪽에서 뚫리면 기흉과 같이 공간 내에 공기가 찰 수 있다. 차오른 공기 양이 많으면 한쪽, 또는 양쪽 폐가 허탈될 수 있으므로 즉각적인 치료가 필요하다.

## 추가 이미지
- 가슴의 CT 스캔 (axial mediastinal window)
- 가슴의 CT 스캔 (coronal lung window)
- 가슴의 CT 스캔 (coronal mediastinal window)

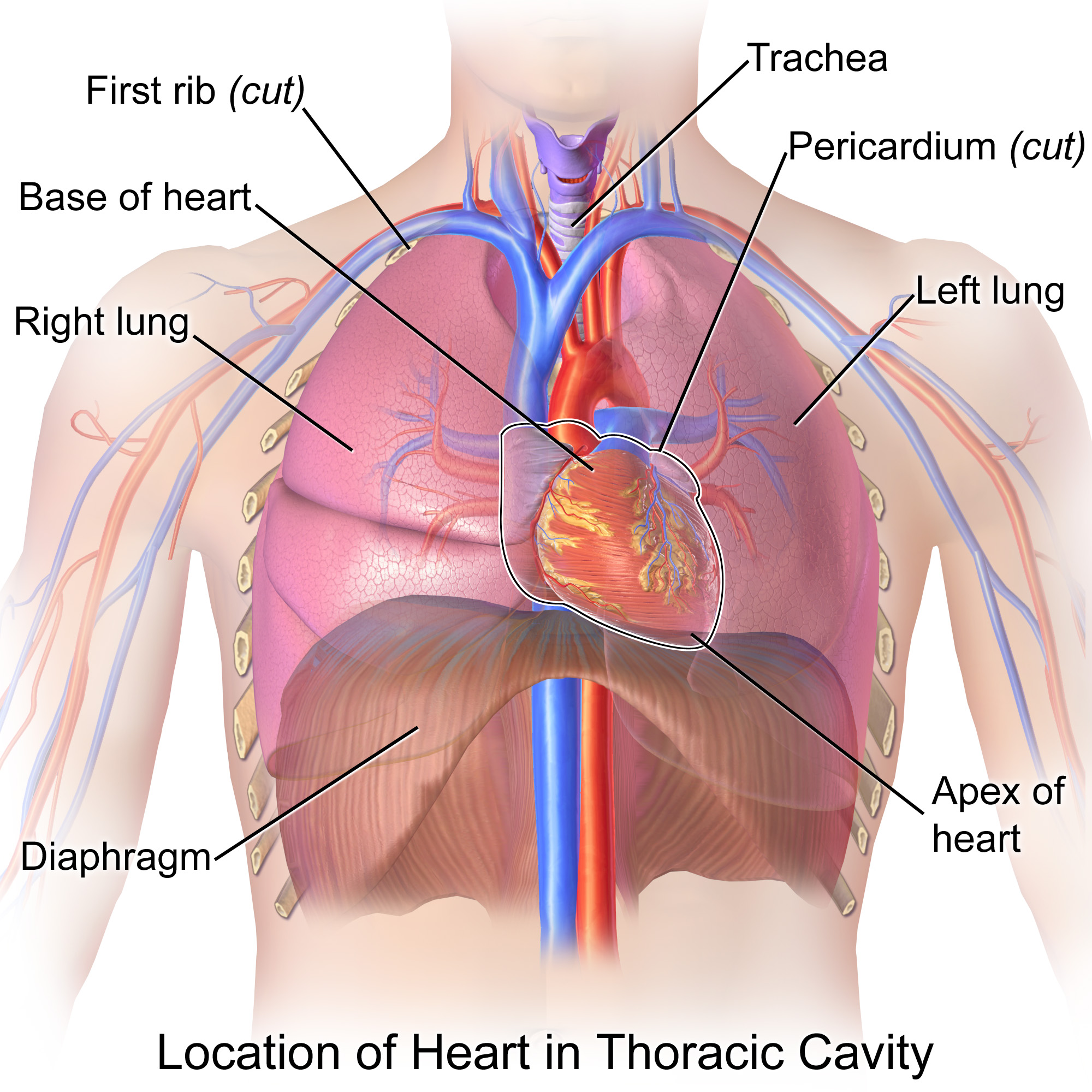
가슴안에서 심장의 그림
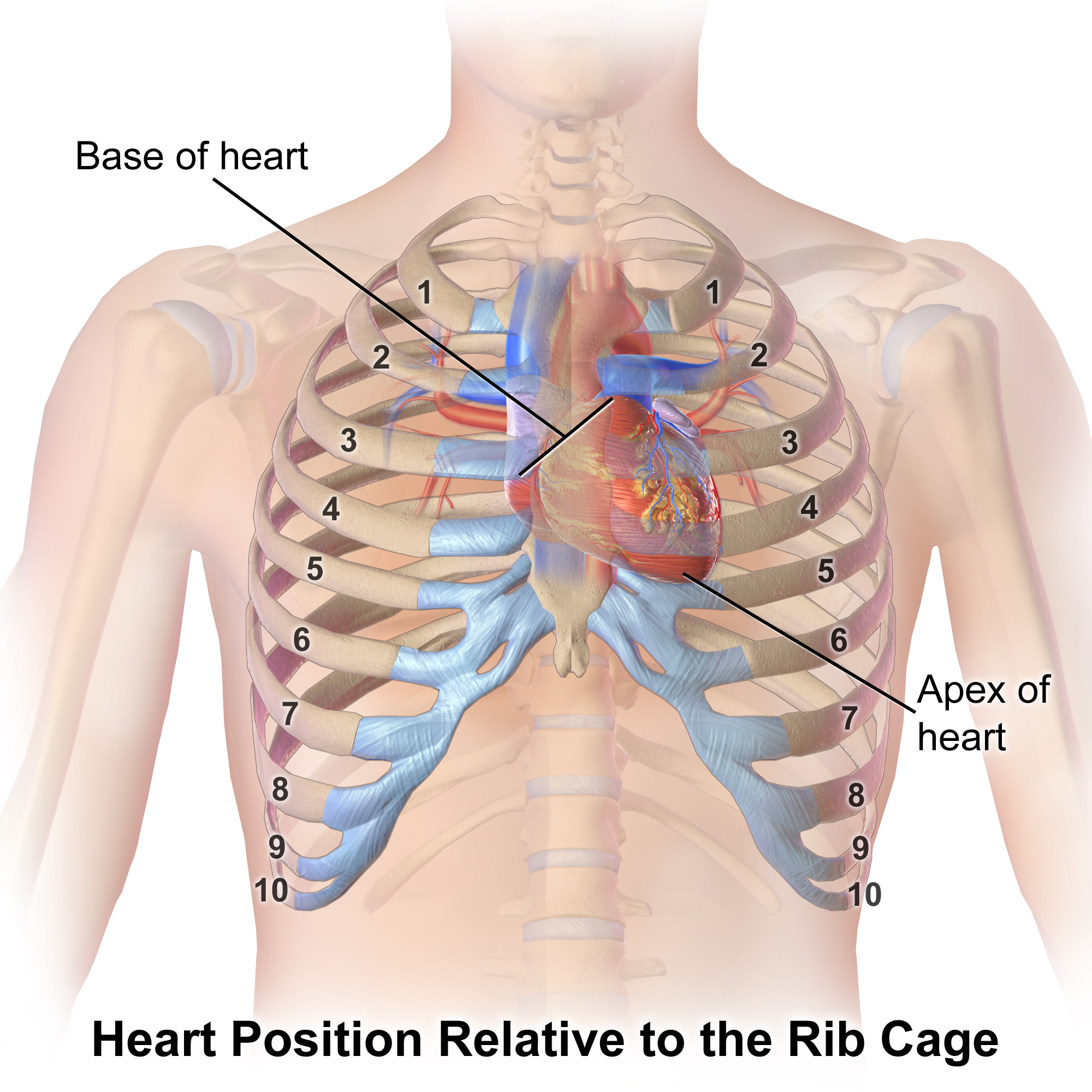
가슴우리와 심장

## 같이 보기
- 배안
- 체강